# El que es van trobar
El que es van trobar (títol original en anglès, What They Found) és un documental del 2025 dirigit per Sam Mendes en el seu debut com a director de documentals. Inclou imatges i relats de primera mà de l'alliberament de Bergen-Belsen el 1945. Es va emetre a BBC Two el 7 d'abril de 2025. S'ha subtitulat al català per a FilminCAT.

## Premissa
L'abril de 1945, els sergents Mike Lewis i Bill Lawrie de la Unitat de Cinema i Fotografia de l'Exèrcit van acompanyar l'11a Divisió  cuirassada durant l'alliberament del camp de concentració de Bergen-Belsen. La pel·lícula inclou les seves imatges i els arxius personals dels esdeveniments.

## Producció
Durant la pandèmia de la COVID-19, el productor Simon Chinn es va posar en contacte amb el director Sam Mendes per dirigir un documental sobre la Unitat de Cinema i Fotografia de l'Exèrcit. A més del metratge rodat pels sergents Mike Lewis i Bill Lawrie a Bergen-Belsen, la pel·lícula utilitza entrevistes realitzades per Kay Gladstone, exdirectora del Museu Imperial de la Guerra, amb els homes de la unitat a la dècada de 1980. La pel·lícula es va anunciar oficialment el 12 de febrer de 2025, sota la direcció de Mendes per a BBC Two.

## Estrena
L'1 d'abril de 2025 se'n va publicar un tràiler. La pel·lícula es va emetre a BBC Two el 7 d'abril de 2025.

## Rebuda
El Periodista Jack Seale, de The Guardian, va atorgar a la pel·lícula quatre estrelles sobre cinc, i va qualificar el metratge de «profundament inquietant» i va assenyalar que «podria alterar tota la teva visió del món».